# Ледени дах
Ледени дах је 63. епизода стрип серијала Кен Паркер. Објављена је у бр. 1. едиције Кен Паркер издавачке куће System Comics у марту 2003. године (заједно са епизодом Где умиру титани). Имала је 45 страна (pp. 81–126). Свеска је коштала 99 динара (1,72 $; 1,52 €). Епизоду је нацртао Иво Милацо, а сценарио написао Ђанкарло Берарди. За насловницу је узета један од оригиналних Милацових акварела.

## Оригинална епизода
Оригинална епизода објављена је у четири наставка у часопису COMIC ART rivista у периоду између октобра 1987 и јануара 1988. год. под насловом Un alito di ghiaccio.

## Кратак садржај
Радња се догађа у зиму 1880. год. И даље у бекству, Кен долази у Дулут (Минесота) и упознаје Камуса, Кри индијанца, који је побегао из затвора. Њих двоје заједно са Дејвисом (пљачкашем златаре) покушавау да дођу до канадске границе (Тандер Беј, Онтарио). За стопама му је и даље детектив Алек Браун, који га јури због убиства полицајца (ЛМС-784). На самом крају епизоде, Браун стиже Кена, али га од Брауна спашавају Кри индијанци као знак захвалности зато што је Кен претходно Камусеу спасао живот.